# 南京市钟英中学
南京市钟英中学（简称钟英中学），始建于1904年。学校现分为育英校区和钟阜校区两部分。

## 历史
- 1904年由蒋长洛先生创办，最初校址在镇江，始名“承志中学”，迁宁后改为“钟英中学”，校址在户部街，后迁至中正街。
- 1912年校址迁往南捕厅。
- 1937年因抗战爆发，学校西迁安徽歙县。后多次迁移校址至长沙、贵州、广西。抗战胜利后校址迁回南京。
- 1954年迁到中山南路九条巷8号曾公祠（现育英校区北部）。
- 1956年改为公立学校，更名为“南京市第二十三中学”。
- 2000年3月因白下区教育布局调整与南京三中合并，改称南京三中初中部。
- 2004年4月因教育发展需要独立分设，更名为南京市第三初级中学。[2]
- 2014年恢复南京市钟英中学校名。
- 2017年11月被南京市教育局列为首批南京市五所“教育现代化初中”建设学校之一。[3]

## 办学主旨
学校校训：勤朴诚毅
办学理念：教会学生做人，教会学生学习
办学思路：实现最大化的教育，教育最大化的学生，追求最大化的提升。
办学目标：形成以“责任”为学校精神的校园文化，丰富办学内涵，提升办学品味，争创市一流品牌初中。
培养目标：培养初中学业基础扎实、具有一定个性特长、能对未来负起责任的钟英学子。
校风：诚朴、有爱、勤学、向上
学风：勤奋、善思、严实、有恒
教风：严、实、活、新

## 校园环境
2021年9月，南京市钟英中学正式将九条巷8号和厅后街5号所在校区命名为“钟阜”校区，白下路117号校区命名为“育英”校区，取自“钟阜育英才”的寓意。

### 育英校区
育英校区位于南京市秦淮区白下路117号。校区分为南侧的主校区与北侧的国际部两部分，中间间隔着马府西街。

#### 主校区
原为南京市第三高级中学之西校区（白下校区）。2021年9月，在改建装修后正式成为育英校区的主体部分。

#### 国际部
原为南京三中国际部。2021年9月改为南京市钟英中学国际部并投入使用。

### 钟阜校区
钟阜校区位于南京市秦淮区九条巷内。校区分为南侧的主校区与北侧的曾公祠两部分。

#### 主校区
即南京市钟英中学中部校区。于2016年进行抗震加固与改造升级，现配备各类现代化教学设施。

#### 曾公祠
钟英中学旧址。现仅用于学校活动与教职工办公。

## 办学成绩

### 校友列表
以下列出的是来自南京市钟英中学的部分校友。部分数据来自于学校官网 （页面存档备份，存于）。
- 任新民，航天技术和火箭发动机专家，1934届校友；[9][10]
- 游本昌，中国大陆男演员，1951届校友；[11]
- 钱穆，历史学家、哲学家、作家，1910级校友；[12]
- 叶兆言，作家，钟英中学校友。[13]

### 历年中考
- 2018年中考，学校平均分583分，超过市平均分66分，660分以上24人，650分以上51人。[14]